# SPEAKEASY -風の街の純情な悪党たち-
『SPEAKEASY-風の街の純情な悪党たち-』（スピークイージー シカゴのじゅんじょうなあくとうたち）は、宝塚歌劇団のミュージカル作品。花組公演。形式名は「ミュージカル」。宝塚（本公演）は17場、東京（本公演）は18場。
原作はジョン・ゲイの『ベガーズ・オペラ』、脚注・演出は谷正純。併演作品は『スナイパー -恋の狙撃者-』。トップコンビの真矢みきと千ほさちの宝塚退団公演。

## 解説
※『宝塚歌劇100年史（舞台編）』の宝塚大劇場公演のページを参考にしている。
"SPEAKEASY"とは禁酒法時代の「もぐり酒場」を意味する。イギリスの古典『ベガーズ・オペラ』を現代風にリメイクしたミュージカルで、シカゴを舞台に、暗黒街の帝王・マクフィスと、彼と対立する詐欺師の総元締の娘・ポーリーとの恋を縦軸に、裏社会に生きる人間の純情を描いた作品。

## 公演期間と公演場所
- 1998年5月15日 - 6月22日（新人公演：6月2日）　宝塚大劇場[1]
- 1998年8月22日 - 10月5日（新人公演：9月8日）　TAKARAZUKA1000days劇場（東京）[2]

## スタッフ
※氏名の後ろに「宝塚」、「東京」の文字がなければ両劇場共通。
- 作曲・編曲：吉崎憲治[1]/宮原透[1]
- 作曲：クルト・ヴァイル[1]
- 編曲：前田繁実[1]
- 音楽指揮：佐々田愛一郎[1]
- 振付[1]：尚すみれ/上島雪夫/伊賀裕子
- 装置：新宮有紀[1]
- 衣装：任田幾英[1]
- 照明：勝柴次朗[1]
- 音響：加門清邦[1]
- 小道具：伊集院撤也[1]
- 効果：木多美生[1]
- 演技指導：村田富久[1]
- 歌唱指導：楊淑美[1]
- 演出助手：荻田浩一[1]
- 衣装補：河底美由紀[1]
- 舞台進行：西原徳充[1]
- 舞台監督[2]：藤村信一（東京）/中村兆成（東京）/山本修司（東京）/香取克英（東京）
- 制作：久保孝満[1]
- 演奏：宝塚管弦楽団[1]
- 衣装提供：オンワード樫山[1]
- 衣装生地提供：日東紡績株式会社[1]
- 参考資料："THE BEGGAR'S OPERA"（海保眞夫・訳/法政大学出版局刊）[1]
- 演出担当（新人公演）：荻田浩一（宝塚）[1]、児玉明子（東京）[2]

## 主な配役
※下記のデータは宝塚・東京共通。
本公演
- マクフィス - 真矢みき[1]
- ポーリー・ピーチャム - 千ほさち[1]
- ジョナサン・ピーチャム - 愛華みれ[1]
- ラリー・ロキット - 匠ひびき[1]
- ジェニー・ダイバー - 詩乃優花[1]
- ルーシー・ロキット - 渚あき[1]
- チャールズ・ランディ - 伊織直加[1]

新人公演
- マクフィス - 瀬奈じゅん[1]
- ポーリー - 沢樹くるみ[1]
- ジョナサン - 水夏希[1]
- ラリー - 眉月凰[1]
- ジェニー - 大鳥れい[1]
- ルーシー - 彩乃かなみ[1]
- ランディ - 蘭寿とむ[1]